# 紐約地鐵R68A型列車
R68A是纽约地铁營運用的B系统铁路客车，行走于B线、G线、N线及W线。

## 簡介

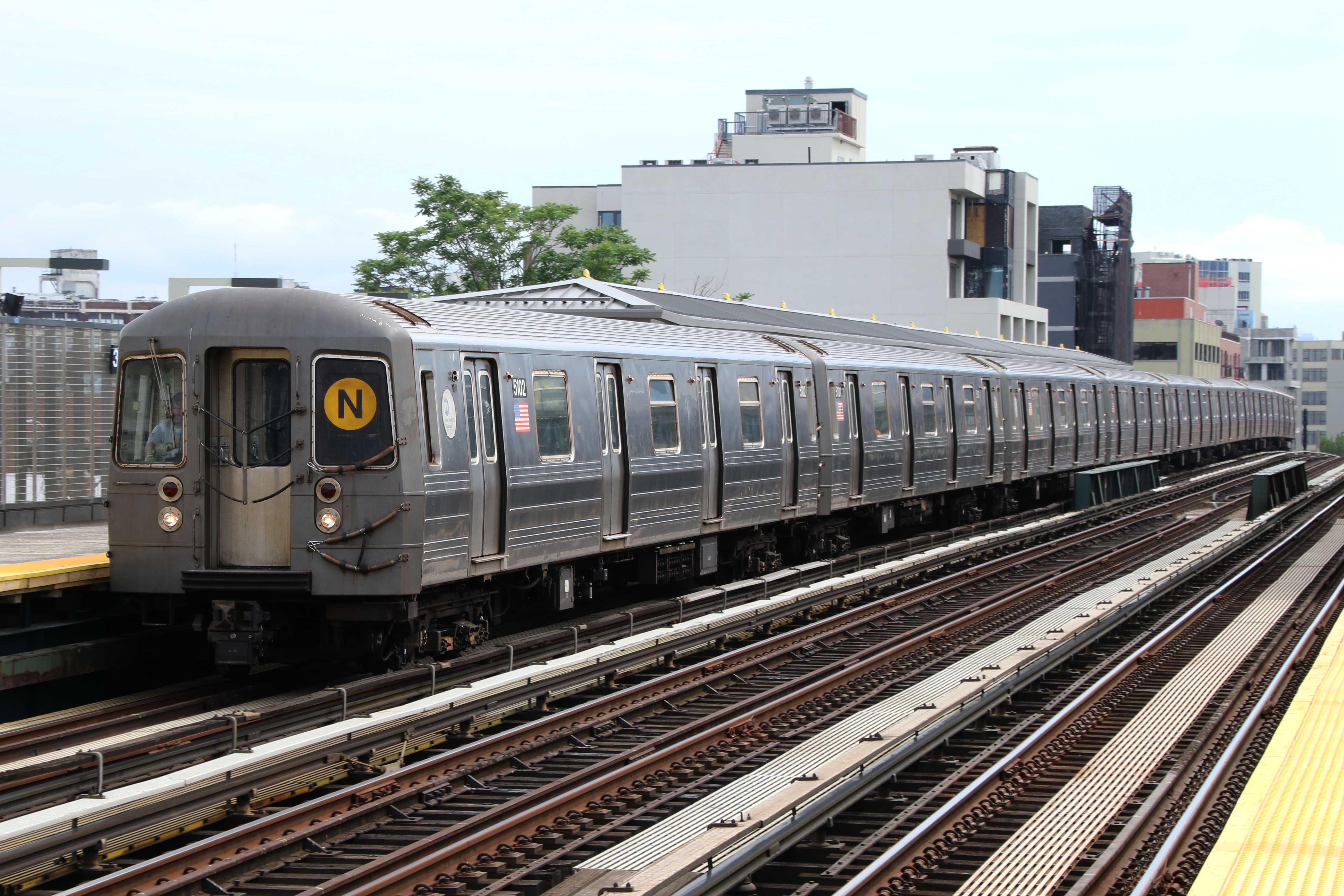
開往阿斯托利亞的 MTA NYC 地鐵 N 列車由川崎重工 R68A 車廂抵達第 36 大道。

R68A列車由川崎重工業參與製造。纽约市公共运输局拥有此列车共200辆，编号为5001-5200，配属于康尼岛车厂。列车自1988年4月开始投入使用，初期运行于D线，并成功的取代了R10和R72型列车。目前，列车行走A线、B线、G线、N线及W线。并计划至少使用至2025年。值得一提的是，在高峰期时会有164辆R68A列车投入服务，其他列车留作他用。

## 与R68列车的不同
- R68A与R68的车窗窗框不同
- R68具有红色车门指示灯，R68A不具备
- R68A与R68的“纽约地铁”标志布置位置不同
- R68的车窗拥有金属条，而R68A不具备

## 外部連結
- 纽约地铁 - R68A列车介绍 （页面存档备份，存于）（英文）